# Ficus macrophylla
Ficus macrophylla là một loài thực vật có hoa trong họ Moraceae. Loài này được Desf. ex Pers. mô tả khoa học đầu tiên năm 1807.

## Hình ảnh

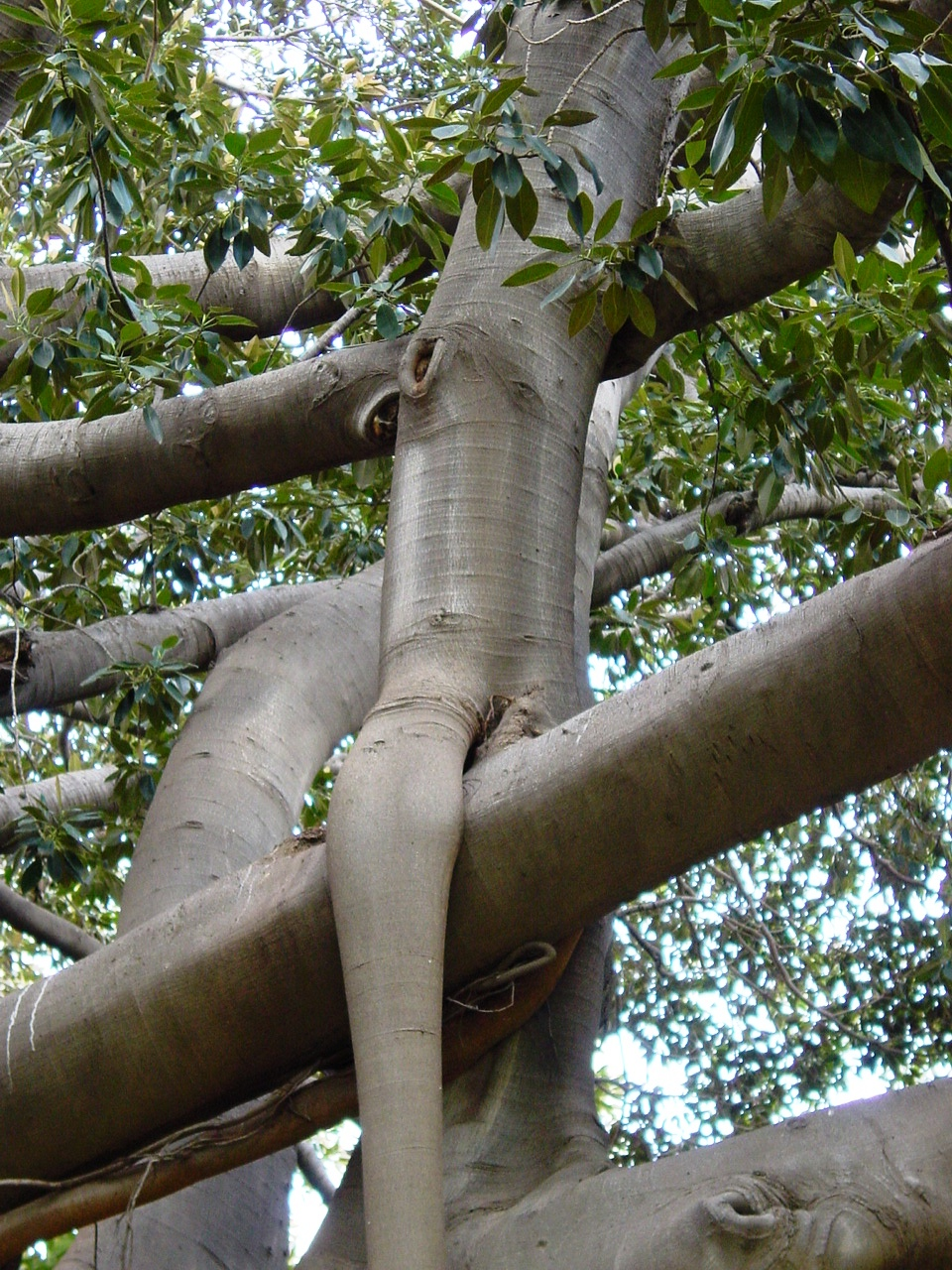
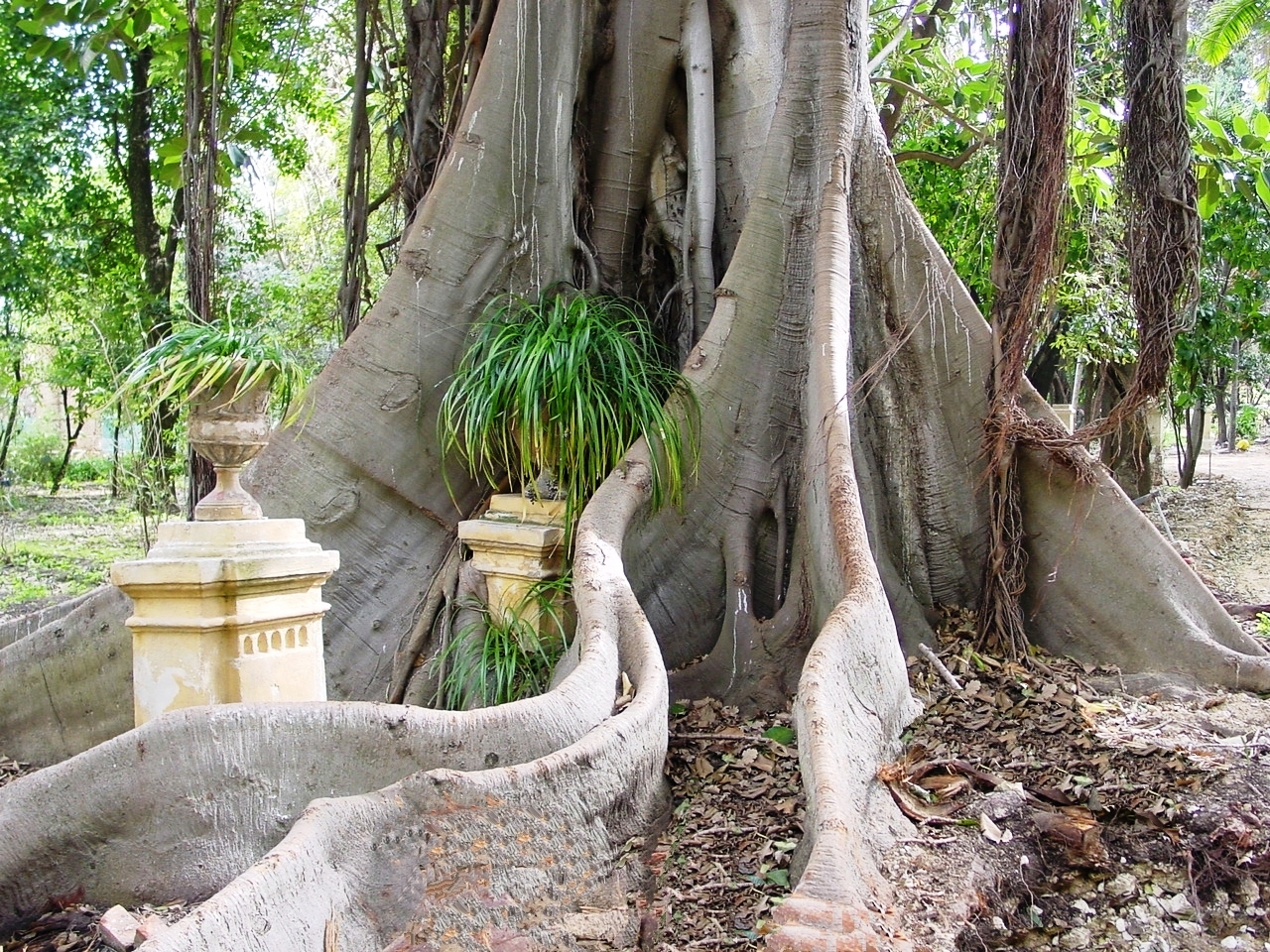
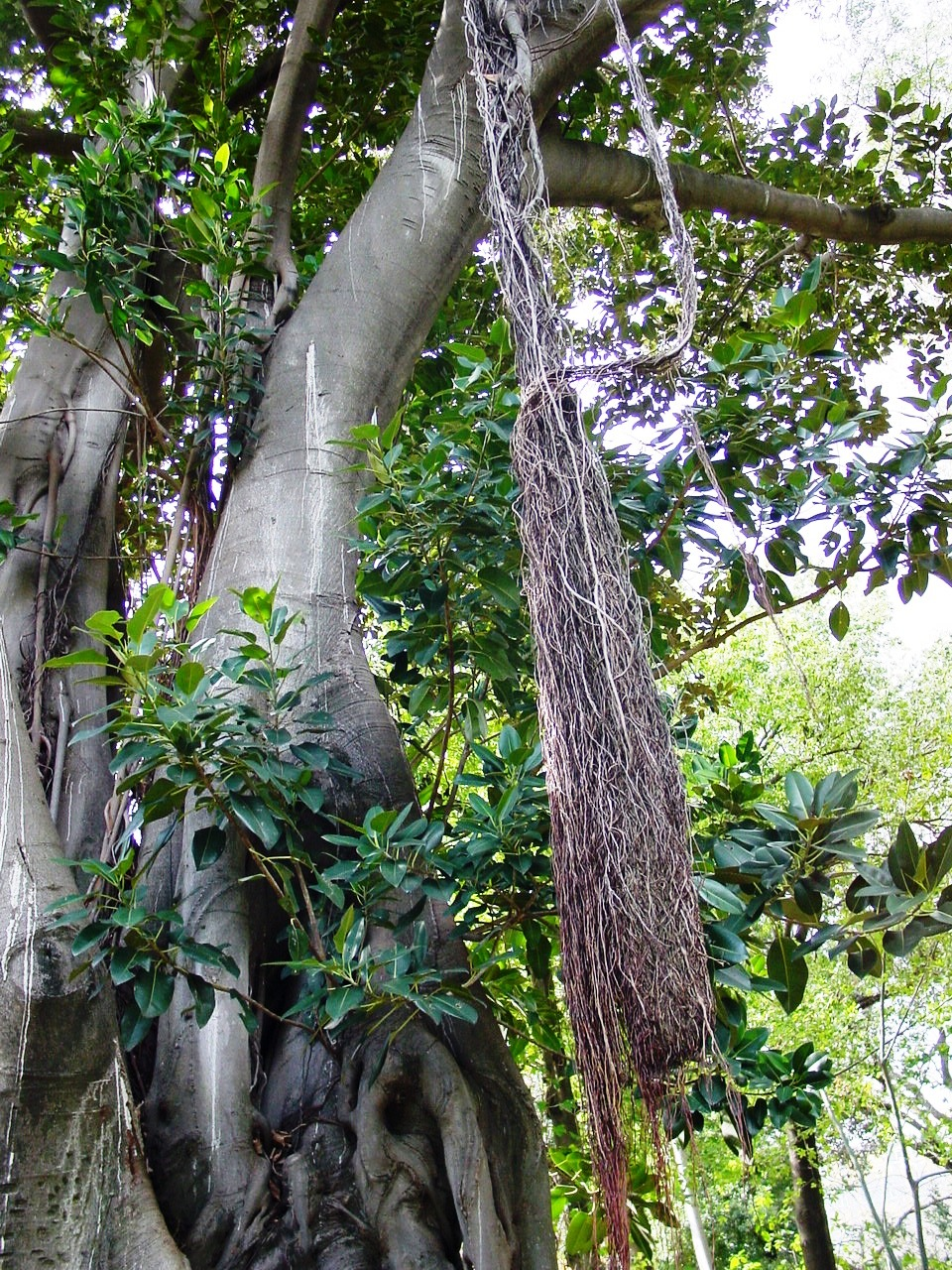
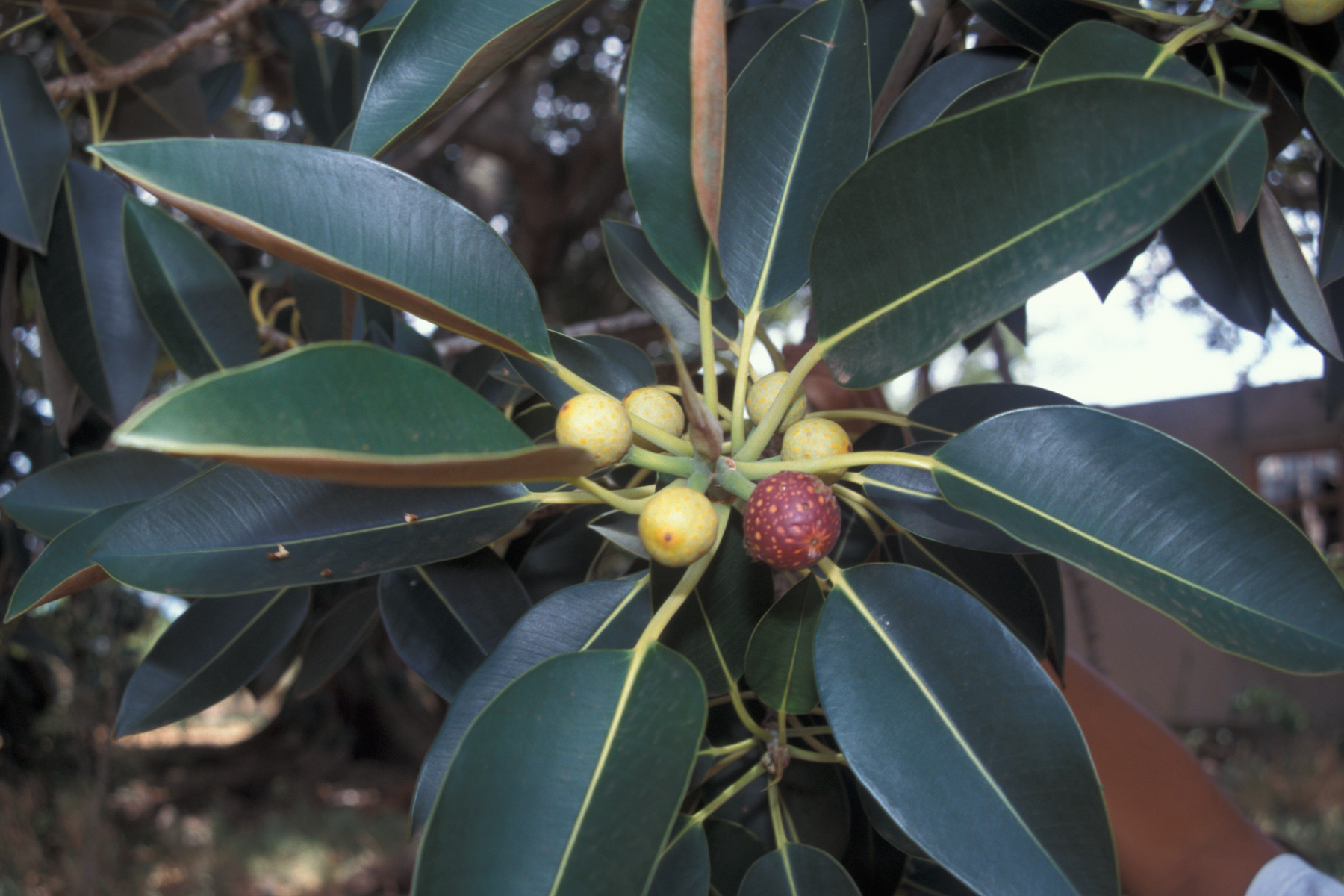